# Duits voetbalkampioenschap 1933/34
1933/34 was het 27ste Duitse voetbalkampioenschap, ingericht door de DLR. Duitsland was intussen overgenomen door de nationaalsocialisten en de zeven traditionele regionale voetbalbonden werden opgeheven. In de plaats kwam de Deutscher Reichsbund für Leibesübungen (DLR). De DFB werd niet opgeheven maar had geen functie meer.
Er kwam een nieuwe hoogste klasse, de Gauliga die het hele land omspande en Duitsland in zestien regio's verdeelde. Elke Gauliga telde tien clubs en slechts één reeks, behalve in Oost-Pruisen en Pommeren waar er twee reeksen bestonden van de hoogste klasse. Ondanks dat 16 hoogste klassen veel lijkt was dit toch veel gemakkelijker dan de voorgaande seizoenen toen er zo'n 50 competities waren, waarvan 22 alleen al in Midden-Duitsland.
Ook de eindronde werd hervormd. De 16 teams speelden niet meteen in bekervorm maar speelden eerst een groepsfase (vier groepen van vier). De vier groepswinnaars plaatsten zich dan voor de halve finale, die op neutraal terrein in één wedstrijd gespeeld werd.

## Deelnemers aan de eindronde
| Club                   | Gekwalificeerd als                  |
| ---------------------- | ----------------------------------- |
| SC Preußen Danzig      | Kampioen Gauliga Ostpreußen         |
| Viktoria Stolp         | Kampioen Gauliga Pommern            |
| BFC Viktoria 1889      | Kampioen Gauliga Berlin-Brandenburg |
| Beuthener SuSV         | Kampioen Gauliga Schlesien          |
| Dresdner SC            | Kampioen Gauliga Sachsen            |
| Hallescher FC Wacker   | Kampioen Gauliga Mitte              |
| Eimsbütteler TV        | Kampioen Gauliga Nordmark           |
| SV Werder Bremen       | Kampioen Gauliga Niedersachsen      |
| FC Schalke 04          | Kampioen Gauliga Westfalen          |
| VfL Benrath            | Kampioen Gauliga Niederrhein        |
| Mülheimer SV 06        | Kampioen Gauliga Mittelrhein        |
| Borussia Fulda         | Kampioen Gauliga Hessen             |
| Offenbacher FC Kickers | Kampioen Gauliga Südwest-Mainhessen |
| SV Waldhof 07          | Kampioen Gauliga Baden              |
| Union Böckingen        | Kampioen Gauliga Württemberg        |
| 1. FC Nürnberg         | Kampioen Gauliga Bayern             |

## Groepsfase

### Groep A
| Datum         | Teams             | Teams | Teams             | Uitslag   | Stadion                        |
| 8 april 1934  | Viktoria Stolp    | –     | BFC Viktoria 1889 | 2:3 (0:2) | Stolp, Germania-Platz          |
| 8 april 1934  | Beuthener SuSV    | –     | SC Preußen Danzig | 2:1 (2:1) | Beuthen, Hindenburg-Stadion    |
| 15 april 1934 | BFC Viktoria 1889 | –     | Viktoria Stolp    | 4:2 (1:2) | Berlijn, Stadion Gesundbrunnen |
| 15 april 1934 | SC Preußen Danzig | –     | Beuthener SuSV    | 1:4 (0:2) | Danzig, Stadion                |
| 22 april 1934 | Beuthener SuSV    | –     | BFC Viktoria 1889 | 1:4 (0:0) | Beuthen, Hindenburg-Stadion    |
| 22 april 1934 | Viktoria Stolp    | –     | SC Preußen Danzig | 3:1 (1:0) | Stolp, Germania-Platz          |
| 29 april 1934 | BFC Viktoria 1889 | –     | Beuthener SuSV    | 5:2 (2:1) | Berlijn, Platz am Eichkamp     |
| 29 april 1934 | SC Preußen Danzig | –     | Viktoria Stolp    | 1:1 (0:1) | Danzig, Platz der Polizei      |
| 6 mei 1934    | SC Preußen Danzig | –     | BFC Viktoria 1889 | 0:2 (0:2) | Danzig, Stadion                |
| 6 mei 1934    | Viktoria Stolp    | –     | Beuthener SuSV    | 1:2 (0:1) | Stettin, Preußen-Platz         |
| 13 mei 1934   | Beuthener SuSV    | –     | Viktoria Stolp    | 1:1 (1:0) | Breslau, Sportpark Grüneiche   |
| 13 mei 1934   | BFC Viktoria 1889 | –     | SC Preußen Danzig | 5:2 (2:1) | Berlijn, Preußen-Platz         |

### Groep B
| Datum         | Teams           | Teams | Teams           | Uitslag   | Stadion                      |
| 8 april 1934  | Eimsbütteler TV | –     | VfL Benrath     | 5:1 (5:1) | Hamburg, Victoriaplatz       |
| 8 april 1934  | Werder Bremen   | –     | FC Schalke 04   | 2:5 (2:3) | Bremen, Weserstadion         |
| 15 april 1934 | Werder Bremen   | –     | VfL Benrath     | 2:2 (1:1) | Bremen, Weserstadion         |
| 15 april 1934 | FC Schalke 04   | –     | Eimsbütteler TV | 4:1 (1:1) | Dortmund, Rothe Erde         |
| 22 april 1934 | FC Schalke 04   | –     | VfL Benrath     | 0:1 (0:0) | Bochum, TuS-Platz            |
| 22 april 1934 | Eimsbütteler TV | –     | Werder Bremen   | 1:2 (1:0) | Hamburg, Platz am Rothenbaum |
| 29 april 1934 | VfL Benrath     | –     | Werder Bremen   | 4:1 (2:1) | Düsseldorf, Rheinstadion     |
| 29 april 1934 | Eimsbütteler TV | –     | FC Schalke 04   | 3:2 (0:2) | Altona, Platz des AFC 93     |
| 6 mei 1934    | VfL Benrath     | –     | Eimsbütteler TV | 4:1 (2:1) | Düsseldorf, Rheinstadion     |
| 6 mei 1934    | FC Schalke 04   | –     | Werder Bremen   | 3:0 (3:0) | Gelsenkirchen, Glückauf-KB   |
| 13 mei 1934   | Werder Bremen   | –     | Eimsbütteler TV | 4:2 (3:2) | Bremen, Weser-Stadion        |
| 13 mei 1934   | VfL Benrath     | –     | FC Schalke 04   | 0:2 (0:1) | Duisburg, Wedaustadion       |

### Groep C
| Datum         | Teams             | Teams | Teams             | Uitslag   | Stadion                        |
| 8 april 1934  | SV Waldhof 07     | –     | Mülheimer SV      | 6:1 (2:1) | Mannheim, Stadion              |
| 8 april 1934  | Kickers Offenbach | –     | Union Böckingen   | 4:1 (1:0) | Offenbach, Bieberer Berg       |
| 15 april 1934 | Union Böckingen   | –     | SV Waldhof 07     | 2:4 (1:2) | Stuttgart, Stadion             |
| 15 april 1934 | Mülheimer SV      | –     | Kickers Offenbach | 4:4 (2:2) | Keulen, Radrennbahn            |
| 22 april 1934 | Kickers Offenbach | –     | SV Waldhof 07     | 2:2 (1:2) | Frankfurt am Main, Waldstadion |
| 22 april 1934 | Mülheimer SV      | –     | Union Böckingen   | 2:0 (0:0) | Keulen, Radrennbahn            |
| 29 april 1934 | SV Waldhof 07     | –     | Kickers Offenbach | 0:0 (0:0) | Mannheim, Stadion              |
| 29 april 1934 | Union Böckingen   | –     | Mülheimer SV      | 6:2 (2:0) | Böckingen, Union-Platz         |
| 6 mei 1934    | Union Böckingen   | –     | Kickers Offenbach | 6:3 (4:0) | Böckingen, Union-Platz         |
| 6 mei 1934    | Mülheimer SV      | –     | SV Waldhof 07     | 1:1 (1:1) | Keulen, Platz des KSC 99       |
| 13 mei 1934   | SV Waldhof 07     | –     | Union Böckingen   | 6:0 (4:0) | Mannheim, Stadion              |
| 13 mei 1934   | Kickers Offenbach | –     | Mülheimer SV      | 1:3 (1:1) | Frankfurt am Main, Waldstadion |

### Groep D
| Datum         | Teams          | Teams | Teams          | Uitslag   | Stadion                         |
| 8 april 1934  | Borussia Fulda | –     | Dresdner SC    | 0:0 (0:0) | Kassel, Kurhessen-Platz         |
| 8 april 1934  | Hallescher FC  | –     | 1. FC Nürnberg | 0:2 (0:0) | Maagdenburg, Crick.-Vict.-Platz |
| 15 april 1934 | Dresdner SC    | –     | Hallescher FC  | 7:2 (3:2) | Dresden, Am Ostragehege         |
| 15 april 1934 | Borussia Fulda | –     | 1. FC Nürnberg | 1:2 (1:1) | Fulda, Johannisau               |
| 22 april 1934 | Hallescher FC  | –     | Borussia Fulda | 2:1 (0:1) | Halle (Saale), Dessauer Str.    |
| 22 april 1934 | 1. FC Nürnberg | –     | Dresdner SC    | 1:2 (1:1) | Neurenberg, Städt. Stadion      |
| 29 april 1934 | 1. FC Nürnberg | –     | Hallescher FC  | 3:0 (3:0) | Fürth, Am Ronhofer Weg          |
| 29 april 1934 | Dresdner FC    | –     | Borussia Fulda | 3:1 (1:0) | Leipzig, Probstheida            |
| 6 mei 1934    | Hallescher FC  | –     | Dresdner SC    | 2:4 (1:2) | Halle (Saale), Dessauer Str.    |
| 6 mei 1934    | 1. FC Nürnberg | –     | Borussia Fulda | 1:1 (0:0) | Neurenberg, Platz am Zabo       |
| 13 mei 1934   | Dresdner SC    | –     | 1. FC Nürnberg | 0:1 (0:1) | Dresden, Am Ostragehege         |
| 13 mei 1934   | Borussia Fulda | –     | Hallescher FC  | 3:2 (3:2) | Fulda, Johannisau               |

Neurenberg stootte door omdat het een beter doelquotiënt had.

## Halve finale
| Datum        | Teams          | Teams | Teams             | Uitslag   | Stadion                      |
| 17 juni 1934 | 1. FC Nürnberg | –     | BFC Viktoria 1889 | 2:1 (1:1) | Leipzig, Stadion Probstheida |
| 17 juni 1934 | FC Schalke 04  | –     | SV Waldhof 07     | 5:2 (1:0) | Düsseldorf, Rheinstadion     |

## Finale
| Datum        | Teams         | Teams | Teams          | Uitslag   | Stadion              |
| 24 juni 1934 | FC Schalke 04 | –     | 1. FC Nürnberg | 2:1 (0:0) | Berlijn, Poststadion |

Schalke speelde voor de tweede opéénvolgende keer de finale. De 45.000 toeschouwers zagen Nürnberg op voorsprong komen in de 54ste minuut dankzij een doelpunt van Georg Friedel. Pas in de 88ste minuut maakte Fritz Szepan de gelijkmaker en leek het op verlengingen af te stevenen, echter in de laatste minuut maakte Ernst Kuzorra het winnende doelpunt voor Schalke.